# Canton de Châteauroux-2
Le canton de Châteauroux-2 est une circonscription électorale française située dans le département de l'Indre, en région Centre-Val de Loire.
Il a été créé par le décret du 18 février 2014 et est entré en vigueur lors des premières élections départementales (2015) suivant la publication du décret.

## Géographie
Ce canton est organisé dans la commune de Châteauroux. Il est entièrement inclus dans l'arrondissement éponyme, et se situe au centre du département.
Son altitude varie de 154 m à 164 m.
Le canton dépend de la première circonscription législative de l'Indre.

## Histoire
Un nouveau découpage territorial de l'Indre (département) entre en vigueur à l'occasion des élections départementales de 2015. Il est défini par le décret du 18 février 2014, en application des lois du 17 mai 2013 (loi organique 2013-402 et loi 2013-403).
Les conseillers départementaux sont, à compter de ces élections, élus au scrutin majoritaire binominal mixte. Les électeurs de chaque canton élisent au Conseil départemental, nouvelle appellation du Conseil général, deux membres de sexe différent, qui se présentent en binôme de candidats. Les conseillers départementaux sont élus pour 6 ans au scrutin binominal majoritaire à deux tours, l'accès au second tour nécessitant 12,5 % des inscrits au 1er tour. En outre la totalité des conseillers départementaux est renouvelée. Ce nouveau mode de scrutin nécessite un redécoupage des cantons dont le nombre est divisé par deux avec arrondi à l'unité impaire supérieure si ce nombre n'est pas entier impair, assorti de conditions de seuils minimaux. Dans l'Indre, le nombre de cantons passe ainsi de 26 à 13. Le bureau centralisateur est situé à Châteauroux.

## Représentation
| Période élective | Période élective | Mandat | Mandat   | Identité           | Nuance | Nuance | Qualité                                                           |
| ---------------- | ---------------- | ------ | -------- | ------------------ | ------ | ------ | ----------------------------------------------------------------- |
| 2015             | 2021             | 2015   | 2021     | Jean-Yves Hugon    |        | LR     | Ancien député de l'Indre Adjoint au maire de Châteauroux Retraité |
| 2015             | 2021             | 2015   | 2021     | Imane Jbara-Sounni |        | DVD    | Adjointe au maire de Châteauroux Gérante                          |
| 2021             | 2028             | 2021   | en cours | Jean-Yves Hugon    |        | LR     | Conseiller sortant                                                |
| 2021             | 2028             | 2021   | en cours | Imane Jbara-Sounni |        | DVD    | Conseillère sortante                                              |

### Résultats électoraux

#### Départementales de 2015
À l'issue du 1er tour des élections départementales de 2015, deux binômes sont en ballottage : Jean-Yves Hugon et Imane Jbara-Sounni (Union de la Droite, 32,82 %) et Kaltoum Benmansour et Alain Thibault (PS, 24,81 %). Le taux de participation est de 42,22 % (4 448 votants sur 10 535 inscrits) contre 53,14 % au niveau départemental et 50,17 % au niveau national.
Au second tour, Jean-Yves Hugon et Imane Jbara-Sounni (Union de la Droite) sont élus avec 55,48 % des suffrages exprimés et un taux de participation de 42,36 % (2 137 voix pour 4 463 votants et 10 535 inscrits).

#### Élections de juin 2021
Le premier tour des élections départementales de 2021 est marqué par un très faible taux de participation (33,26 % au niveau national). Dans le canton de Châteauroux-2, ce taux de participation est de 24,99 % (2 572 votants sur 10 293 inscrits) contre 35,86 % au niveau départemental. À l'issue de ce premier tour, deux binômes sont en ballottage : Jean-Yves Hugon et Imane Jbara-Sounni (DVD, 49,38 %) et Claudine Dejoux et Hugues Fonty (Union à gauche, 28,94 %).
Le second tour des élections est marqué une nouvelle fois par une abstention massive équivalente au premier tour. Les taux de participation sont de 34,36 % au niveau national, 35,86 % dans le département et 26,01 % dans le canton de Châteauroux-2. Jean-Yves Hugon et Imane Jbara-Sounni (DVD) sont élus avec 63,93 % des suffrages exprimés (1 567 voix pour 2 678 votants et 10 296 inscrits),,.

## Composition
| Nom                                 | Code Insee | Intercommunalité         | Superficie (km2) | Population (dernière pop. légale)                | Densité (hab./km2) | Modifier                                    |
| ----------------------------------- | ---------- | ------------------------ | ---------------- | ------------------------------------------------ | ------------------ | ------------------------------------------- |
| Châteauroux (bureau centralisateur) | 36044      | CA Châteauroux Métropole | 25,54            | Fraction : 16 012 (2022) Commune : 43 079 (2022) | 1 687              | modifier les données · modifier les données |
| Canton de Châteauroux-2             | 3606       |                          |                  | 16 012 (2022)                                    |                    | modifier les données                        |

Châteauroux est fractionné en trois cantons. Le canton de Châteauroux-2 comprend la partie de la commune de Châteauroux située à l'est d'une ligne définie par l'axe des voies et limites suivantes : depuis la limite territoriale de la commune de Déols, ligne droite dans le prolongement du chemin du Lavoir depuis le croisement du cours de l'Indre, chemin du Lavoir, boulevard Saint-Denis, boulevard de Bryas, ligne de chemin de fer des Aubrais à Montauban, avenue de La Châtre, boulevard de Cluis, avenue de Verdun, rue Jules-Chauvin, allée des Platanes, rue de Scrouze, allée des Lauriers, ligne droite dans le prolongement du numéro 6, allée des Lauriers (inclus) jusqu'au croisement de la route départementale 920, route départementale 920, avenue Jean-Patureau-Francoeur, jusqu'à la limite territoriale de la commune du Poinçonnet,.

## Démographie
En 2022, le canton comptait 16 012 habitants, en évolution de −2,51 % par rapport à 2016 (Indre : −3 %, France hors Mayotte : +2,11 %).
| 2013   | 2018   | 2022   |
| ------ | ------ | ------ |
| 16 962 | 16 321 | 16 012 |